# Christian Almer

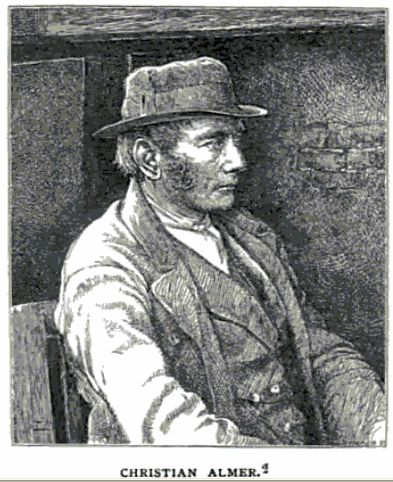
Christian Almer por Edward Whymper

Christian Almer nasceu a (Grindelwald, Oberland bernês, 29 de março de 1826- Grindelwald, 17 de maio de 1898) foi um guia de alta montanha suíço.
Começou ainda jovem a percorrer as montanhas, onde adquire a agilidade e o conhecimento dos Alpes.
Em 1854, aproxima-se e ultrapassa conjuntamente com Ulrich Kaufmann a cordada britânica de Alfred Wills e dos seus guias que pensavam estar a realizar a primeira ascensão do Wetterhorn junto a Grindelwald. Todos juntos acabam por chegar ao cume e da sua descrição por A. Wills, Wandering among the high Alps, marca para os britânicos o início da idade de ouro do alpinismo, e da qual Almer enquanto que guia de montanha foi um dos principais protagonistas.
Em 1864 Edward Whymper com o seu guia Michel Croz associa-se a Adolphus W. Moore e Horace Walker, que tinham como guia Christian Almer, a fim de realizarem as primeira no e segundo E. Whymper a reunião dos dois guias é uma verdadeira cartada mestra pois ambos se entendem e completam admiravelmente e encadeiam as primeiras de : Col du Triolet, Mont Dolent, Aiguille d'Argentière, Dent Blanche, Grandes Jorasses e travessia do Col du Dolent.

## O salto Almer

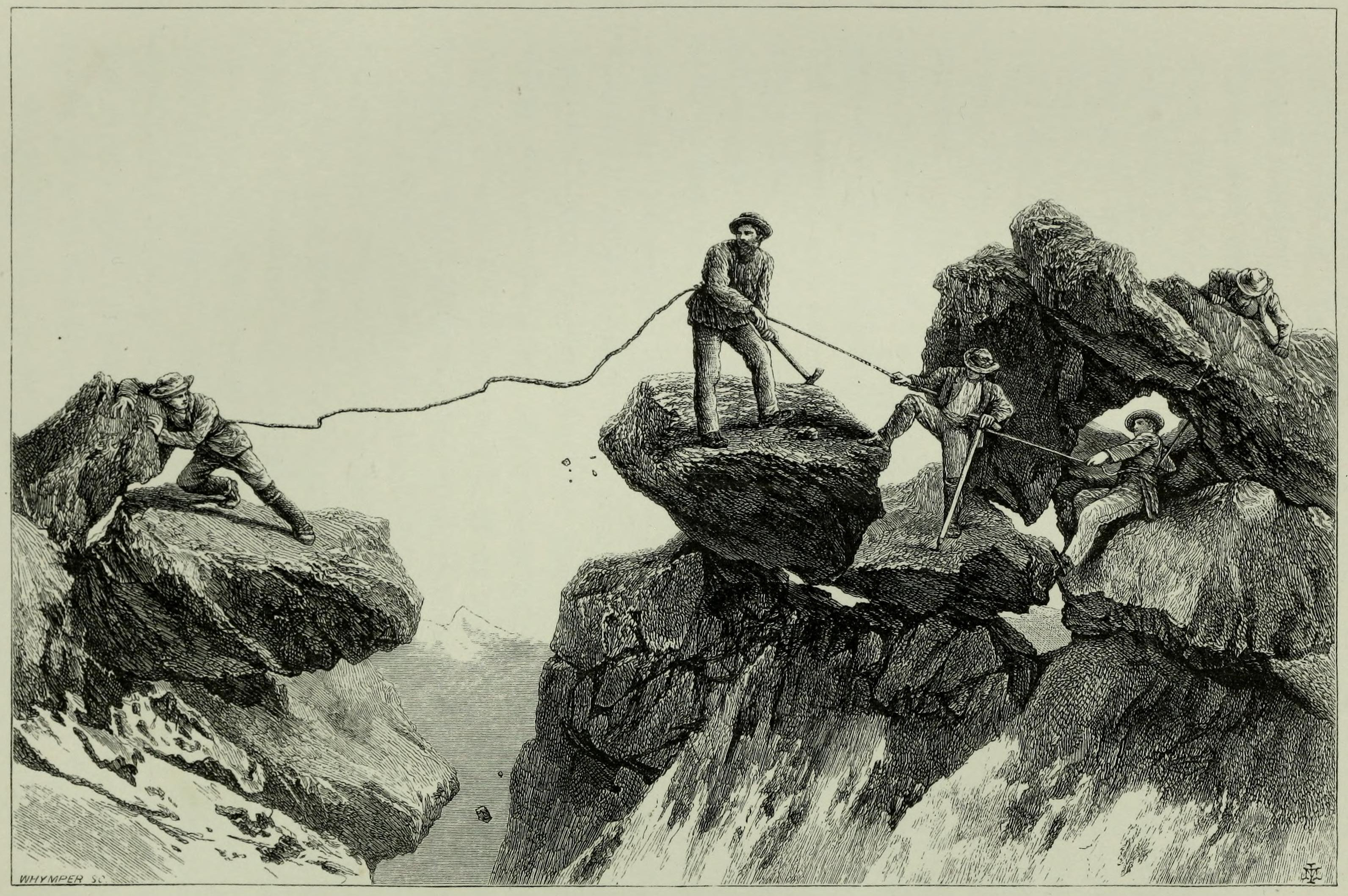
O salto Almer

Na descida da primeira ascensão da Barra dos Écrins, o ponto culminante do Maciço des Écrins, "não era possível fazê-lo sem se saltar uma enorme falha e cair do outro lado sobre uma rocha muito pouco estável. Decidimos tentar a aventura; Almer esticou ao máximo a sua corda e o ligava a nós e saltou. O bloco vacilou com o seu peso mas ele apertou entre os braços um outro bloco ao lado e amarrou-se solidamente" segundo a descrição de E. Whymper.

## Ascensões
Do seu activo, Ch. Almer conta com mais de 30 primeiras ascensões de picos ou de arestas geralmente a acompanhar Edward Whymper entre 1864 e 1870, ou a partir dessa data, a americana Meta Brevoort ou o sobrinho desta, W. A. Coolidge.
- 1864 - Barra dos Écrins, o ponto culminante do Maciço des Écrins
- 1865 - terceira ascensão da difícil Dent Blanche que lhes demora 10 h para fazerem o 700 m da vertente sudoeste.
- Ponta Whymper das Grandes Jorasses para estudarem a Aiguille Verte
- 1868 - com a americana Meta Brevoort e o sobrinho William A. Coolidge fazem várias ascensões

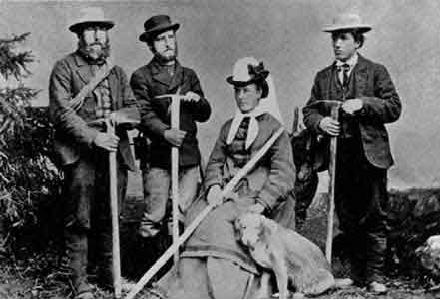
Almer, pai e filho, Meta Brevoort, o sobrinho William A. Coolidge, e a cadela

## História de uma imagem
Na imagem vê-se Christian Almer e o seu filho Ulrich Almer, Meta Brevoort, a primeira mulher a subir ao Monte Branco, o seu sobrinho William A. Coolidge, e a cadela Tschingel que Christian havia oferecido a  William depois de uma tentativa não conseguida ao Wetterhorn no Eiger quando ele tinha 17 anos.
A cadela, Tschingel (1865 - 1876), acompanhou-os na subida de 36 colos e 30 cumes, entre os quais o Monte Branco, o Monte Rosa, o  Aletschhorn, o Finsteraarhorn, o Eiger, o Jungfrau, o Mönch, a Grande Ruine e o Râteau.